# Гатымынваям
Гатымынваям — река на северо-востоке полуострова Камчатка.
Название в переводе с коряк. Г’ытг’ымынв’аям — «река с костями».
Длина реки — 55 км. Площадь водосборного бассейна — 760 км². Протекает по территории Олюторского района Камчатского края (Ильпинский полуостров). Впадает в залив Корфа.

## Притоки
Объекты перечислены по порядку от устья к истоку.
- 3 км: Сабуровская
- 6 км: Навлигинмываям
- 10 км: река без названия
- 16 км: Итульваранваям

## Данные водного реестра
По данным государственного водного реестра России относится к Анадыро-Колымскому бассейновому округу.
Код объекта в государственном водном реестре — 19060000312120000008106.